# جاك كورتويس
جاك كورتويس هو محامي كندي، ولد في 4 يوليو 1920، وتوفي في 3 يوليو 1996.